# Hippomonavella flexuosa
Hippomonavella flexuosa är en mossdjursart som först beskrevs av Hutton 1873.  Hippomonavella flexuosa ingår i släktet Hippomonavella och familjen Bitectiporidae. Inga underarter finns listade i Catalogue of Life.